# أيمن التيهار

## أيمن التيهار
أيمن عبد الله سليمان التيهار حارس كرة قدم ليبي مواليد (27-4-2002 ) يلعب لصالح النادي الأهلي الرياضي طرابلس و فاز معه بلقب الدوري الليبي الممتاز موسم 2024/2025 تدرج أيمن في الفئات السنية في النادي الأهلي طرابلس حتى وصل للفريق الأول كما أنه لعب لمنتخب ليبيا للشباب

## الإنجازات
- الدوري الليبي الممتاز موسم 2024/2025